# Luis Álvarez Cervera
Luis Álvarez de Cervera (Madrid, Comunidad de Madrid, 23 de julio de 1947) es un exjinete español. 

## Carrera deportiva
Aunque no obtuvo ninguna medalla olímpica, fue campeón de España y obtuvo multitud de diplomas olímpicos, en sus seis participaciones olímpicas. En presencias olímpicas de españoles solo es superado por el marchador Jesús Ángel García Bragado que tiene 8 juegos en su haber y por la piragüista gallega Teresa Portela con 7, y está igualado con  el waterpolista Manel Estiarte, el baloncestista Rudy Fernández, el jugador de voley playa Pablo Herrera Allepuz. Es padre del jinete Eduardo Álvarez Aznar.
Luis Álvarez de Cervera participó, junto a los también jinetes olímpicos Joaquín Larraín Coddou y Luis Lucio, en la traducción al español del manual de equitación Técnicas Avanzadas de Equitación - Manual Oficial de Instrucción de la Federación Ecuestre Alemana, libro ecuestre cuya traducción al español fuera prologada por la primera presidenta de habla española de la Federación Ecuestre Internacional, S.A.R. la Infanta Doña Pilar de Borbón y Borbón-Dos Sicilias.

## Participaciones en Juegos Olímpicos
- Múnich 1972, séptimo en saltos por equipos.
- Montreal 1976, sexto en salto por equipos.
- Los Ángeles 1984, sexto en salto individual y séptimo en salto por equipos.
- Seúl 1988, octavo en saltos por equipos.
- Barcelona 1992, cuarto en saltos por equipos, quinto en concurso completo por equipos y séptimo en concurso completo individual.
- Atlanta 1996, octavo en concurso completo por equipos.

## Premios, reconocimientos y distinciones
- Medalla de Plata de la Real Orden del Mérito Deportivo, otorgada por el Consejo Superior de Deportes (1994)[2]